# ローレン・ボーベルト
ローレン・オパール・ボーベルト（英:Lauren Opal Boebert、ローレン・ボーバートとも、1986年12月19日 -）は、アメリカ合衆国の政治家、実業家、銃権活動家。連邦下院議員（コロラド州第4区選出）。2013年から2022年まで、コロラド州ライフルにある従業員が銃器を公然と携帯することを奨励するレストラン「Shooters Grill」を経営していた。
共和党に所属するボーベルトは、特に半自動小銃の政策を巡ってベト・オルークと対立した後、銃の権利を主張したことで知られている。2020年、予備選挙で現職のスコット・ティプトンを予想外に破り、次いで一般選挙で民主党候補のダイアン・ミッチ・ブッシュ元州下院議員を破った。
議会では、共和党研究委員会、自由議員連盟（2022年1月、伝達委員長に就任）、憲法修正第2条議員連盟に所属。2022年の選挙では、元アスペン市議会議員のアダム・フリッシュを546票という僅差で下し、再選を果たした。
2023年に「和解し難い相違」を理由に、夫との離婚を申請した事を発表した。

## 生い立ちと学歴
1986年12月19日、フロリダ州アルタモンテスプリングスで生まれた。12歳のとき、家族とともにデンバーのモンベロ地区に移り、その後、コロラド州オーロラに移り、2003年にコロラド州ライフル市に定住する。
ボーベルトは、自身が成長する過程で家族が生活保護に頼っていたと語っている。2004年、出産を機に高校を中退。2020年、最初の選挙予備選の1カ月前にGED認定書（高卒認定）を取得した。
彼女はリベラルな地域の民主党の家庭で育てられたと語る。コロラド州州務長官室の記録によると、彼女の母親は2001年から2013年までは共和党員として、2015年から2020年までは民主党員としてコロラド州で登録されていたことが判明している。彼女自身は、2006年、19歳の時に民主党員として選挙登録し、2008年に共和党に所属を変更した。　

## 初期の経歴
高校を卒業後、ライフル市のマクドナルドで副店長の仕事に就いた。2007年に結婚した後、天然ガス掘削会社で事務の仕事をし、その後、パイプラインやポンプ場の建設・保守を行う配管工となる。

### 飲食店経営

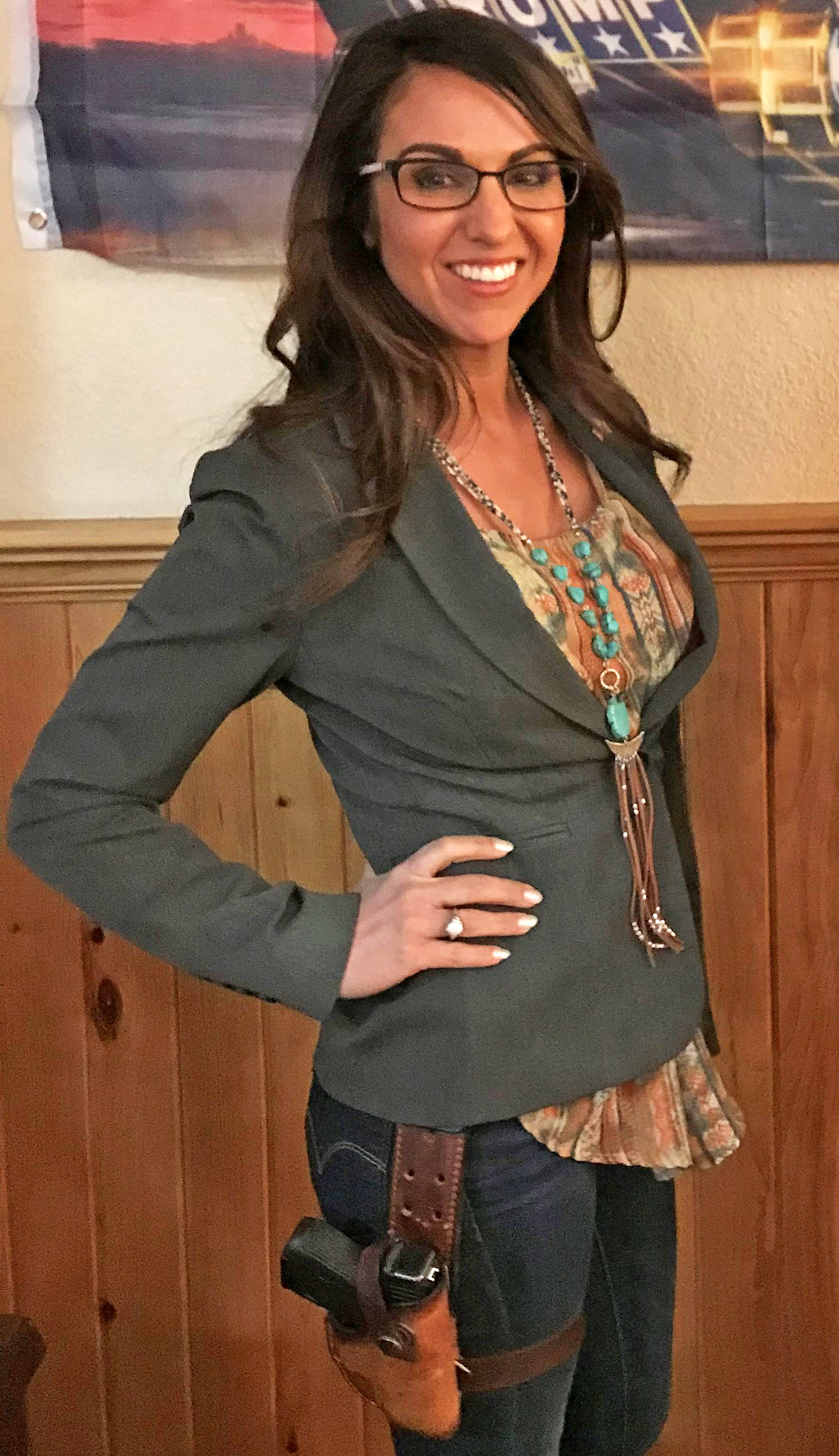
「Shooters Grill」にて

2013年、夫とともにコロラド州グレンウッドスプリングスの西に位置するライフルで「Shooters Grill」を開店する。ある男性が「（彼女の）レストランの外で他の男性の手によって殴り殺された」ことをきっかけに銃の携帯許可証を取得し、レストランの給仕たちに銃を堂々と携帯することを奨励するようになったという。
夫妻は、「Shooters Grill」の向かいに「Smokehouse 1776」（現在は廃業）というレストランも経営していた。2015年にはライフル・クリーク・ゴルフコースにレストラン「Putters」を開店したが、2016年12月に売却した。「Shooters Grill」は、彼女の議会公開書類によると、2019年に143,000ドルの損失を出し、感染症による閉鎖義務化により、2020年には226,000ドルの損失を出している。
2017年、ガーフィールド郡の祭りに参加した80人が、「Shooters Grill」と「Smokehouse 1776」が設置した屋台のポークスライダーを食べた後に食中毒に感染した。これらの屋台は運営に必要な許可を得ておらず、ガーフィールド郡保健局は、この集団食中毒の原因は、安全でない食品取り扱いによるものと判断した。　
2020年初頭、コロラド州知事が発令した、感染症拡大に対応したレストランの屋内閉鎖を含む自宅待機命令に抗議する。2020年5月中旬、州の自宅待機命令に違反して「Shooters Grill」の屋内営業を再開し、これに対してガーフィールド郡から中止命令を受けたが応じなかった。翌日、テーブルを屋外、歩道、駐車場などに移動させたものの郡は営業許可を停止した。5月下旬になると、州はレストランを収容人数を半分にして再開することを許可し、郡は一時的な禁止命令を取り下げた。「Shooters Grill」は2022年7月、建物の新たな所有者が賃貸契約を更新しないことを決めたため閉店した。

## 米下院議員

### 選挙

#### 2020年

##### 予備選挙

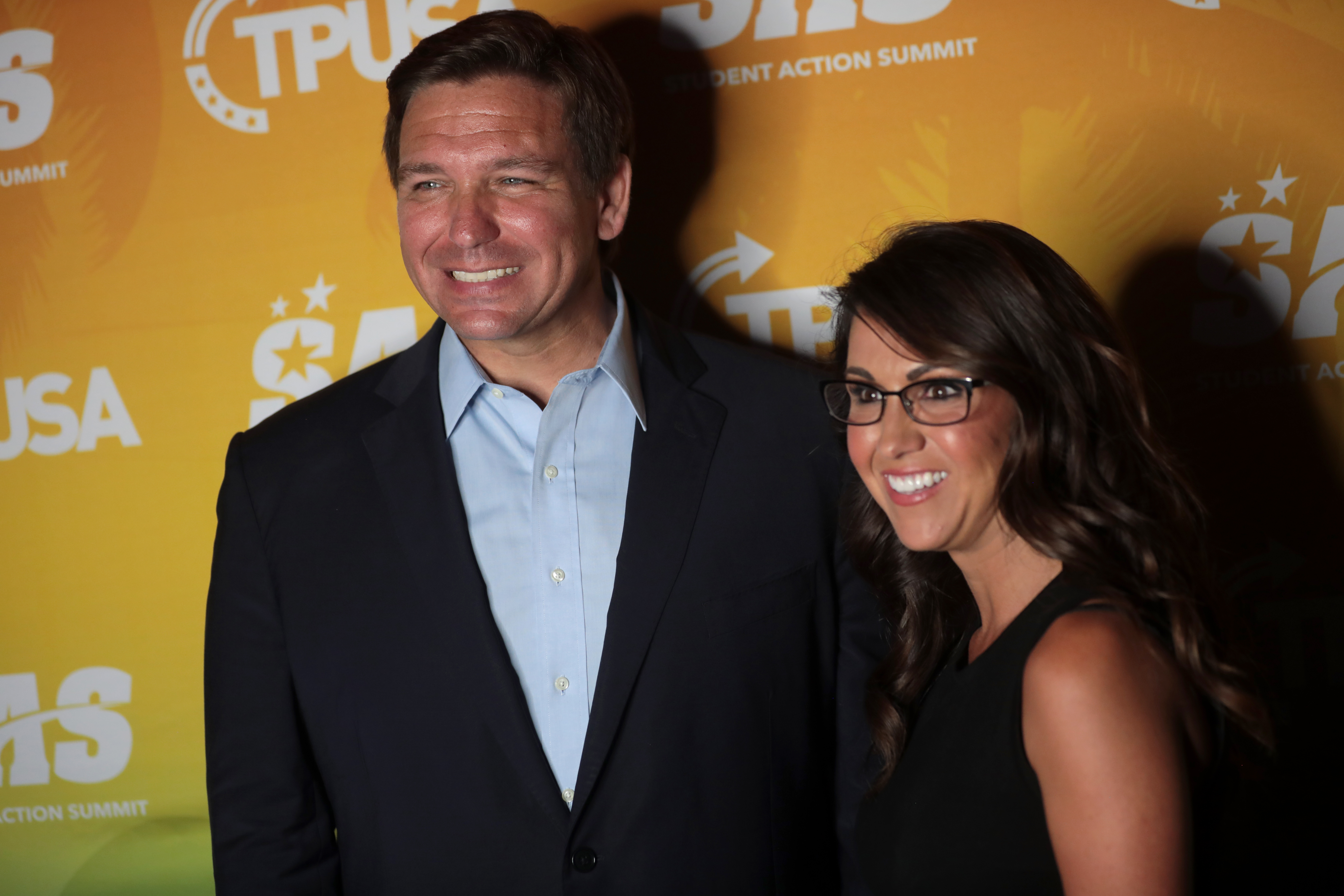
フロリダ州知事ロン・デサンティスとボーベルト（2021年）

2019年9月、オーロラの対話型集会で、2020年民主党大統領選の候補者であるベト・オルークが提案した銃の買い取り制度とAR-15などの突撃小銃禁止政策を巡って対立し、全米で話題となった。同月末には、アスペン市議会の会合で、市所有の建物での銃所持を禁止する措置に反対した。この条例は1カ月後に全会一致で可決された。
彼女は、脅威とみなされた人から銃を取り上げることができるコロラド州の赤旗法に反対する2019年12月の集会「我ら、応じず！」の主催者でもあった。極右民兵組織「3パーセント」に所属する「米国・愛国者・３パーセント」が警備を担当し、「プラウドボーイズ」の会員も集会に参加した。彼女はツイッターで、「3パーセント」の会員に好意的な言辞を用い、同団体の会員と記念撮影をしている（写真付きのツイートについては、質問を受けて削除している）。議会選挙期間中、 「民兵と共にある」と発言していた。
2019年12月、コロラド州第3区から連邦下院議員に立候補し、その皮切りに共和党予備選で5期目の現職スコット・ティプトンに挑戦した。選挙戦では、アレクサンドリア・オカシオ＝コルテスら「ザ・スクワッド」の面々を批判し、自らを進歩的な代表に代わる保守的な存在と位置づけた。デンバー大学の政治学教授セス・マスケットは、ボーベルトがオカシオ・コルテスらへの怒りを煽ることで、低迷する選挙期間中の共和党有権者の予備選への参加意欲を高めようと考えたと指摘している。
また、ティプトンの投票実績は彼の選挙区の意見を反映していないと批判した。予備選の前、トランプは現職を支持したが、彼女はトランプが彼を支持していないと評した。彼女は現職が2019年の農業労働力近代化法（H.R.5038）に投票し、不法移民の恩赦を支持していると非難し、同法には市民権取得につながる条項があり、不法滞在の農業労働者のための住居に資金を提供していると述べた。
2週間で資金が底をついた給与保護プログラムについては、資金を継続するための現職の取り組みが不十分だと断じ、さらなる資金が必要であると主張した。彼女は6月30日の予備選挙までに15万ドル強の資金を調達した。
2020年5月、Qアノンを支持するウェブ番組「Steel Truth」の取材において、この陰謀論について「とても熟知している」と語った。「Qについて聞いたことすべて、アメリカがさらに強く、良くなっていくことを意味するだけであるから、これが本当であってほしい」と述べた。
コロラド・タイムズ・レコーダー紙は、Qアノンと関連のある複数のYouTubeチャンネルをフォローした後、それが注目を浴びた際にYouTubeアカウントを削除したと報じている。一方で、共和党の予備選に勝利した際には、Qアノンの動画番組のフォローや陰謀説の支持を否定し、代わりに「自由と合衆国憲法を守りたい」と語っている。
2019年9月、彼女の側近で後に選挙運動部長となるシェローナ・ビショップは、極右団体「プラウドボーイズ」の自称会員に取材した動画を自身のFacebookページで公開し、「米国を偉大にするすべてのものに賛成」と発言、「皆さんとプラウドボーイズのために神に感謝します」と付け加えた。
ビショップは彼女が共和党の指名を獲得した直後に彼女の陣営から離脱した。2020年10月、ボーベルトの選対本部は「プラウドボーイズ」との関係を否定し、ボーベルトはビショップの意見を共有していないとした。
6月30日、54.6%の得票率でティプトンの45.4%を上回り、共和党の指名を獲得した。この結果は全米の注目を集め、政治評論家たちを驚かせた。CNNとPoliticoは「驚くべき逆転劇」と呼び、The Hillも同様の声明を出した。ティプトンは選挙の夜に敗北を認め、トランプはツイートで彼女に祝辞を述べた。民主党議会選挙委員会のチェリ・バストス委員長は声明で、全米の共和党はQアノンを支持する彼女を否認すべきだと述べた。
民主党のウェイン・アスピナル下院議員がアラン・マーソンに敗れて以来、48年ぶりにコロラド州の現職下院議員を破った予備選候補者であり、就任後、自由議員連盟に加入することを約束した。
一般選挙
11月の一般選挙では、コロラド州スチームボートスプリングスの社会学教授を引退した民主党の元州議会議員ダイアン・ミッチ・ブッシュと対決した。彼女は、ミッチ・ブッシュが掲げたのは「より多くの政府による管理」であり、ミッチ・ブッシュは「社会主義的な政策を掲げている」と述べた。また、トランプとその政策への傾倒を強調し、産業の規制緩和や医療費助成の減少などの指摘を繰り返し、銃の権利拡大を訴えた。
7月下旬、彼女は最有力候補と目されていた。マイケル・ブルームバーグの民主党寄りのハウス・マジョリティPACが9月に行った調査では、ミッチ・ブッシュが1ポイント差で優勢だった。選挙は51.27％対45.41％で勝利した。アトラス・オブ・ザ・2020エレクションズによると、コロラド州ウェスタンスロープやサンルイスバレーといった伝統的に保守的な地域で強い支持を集める一方、リベラル寄りのプエブロやその他の民主党地域でも十分に共和党の票を維持することができたという。

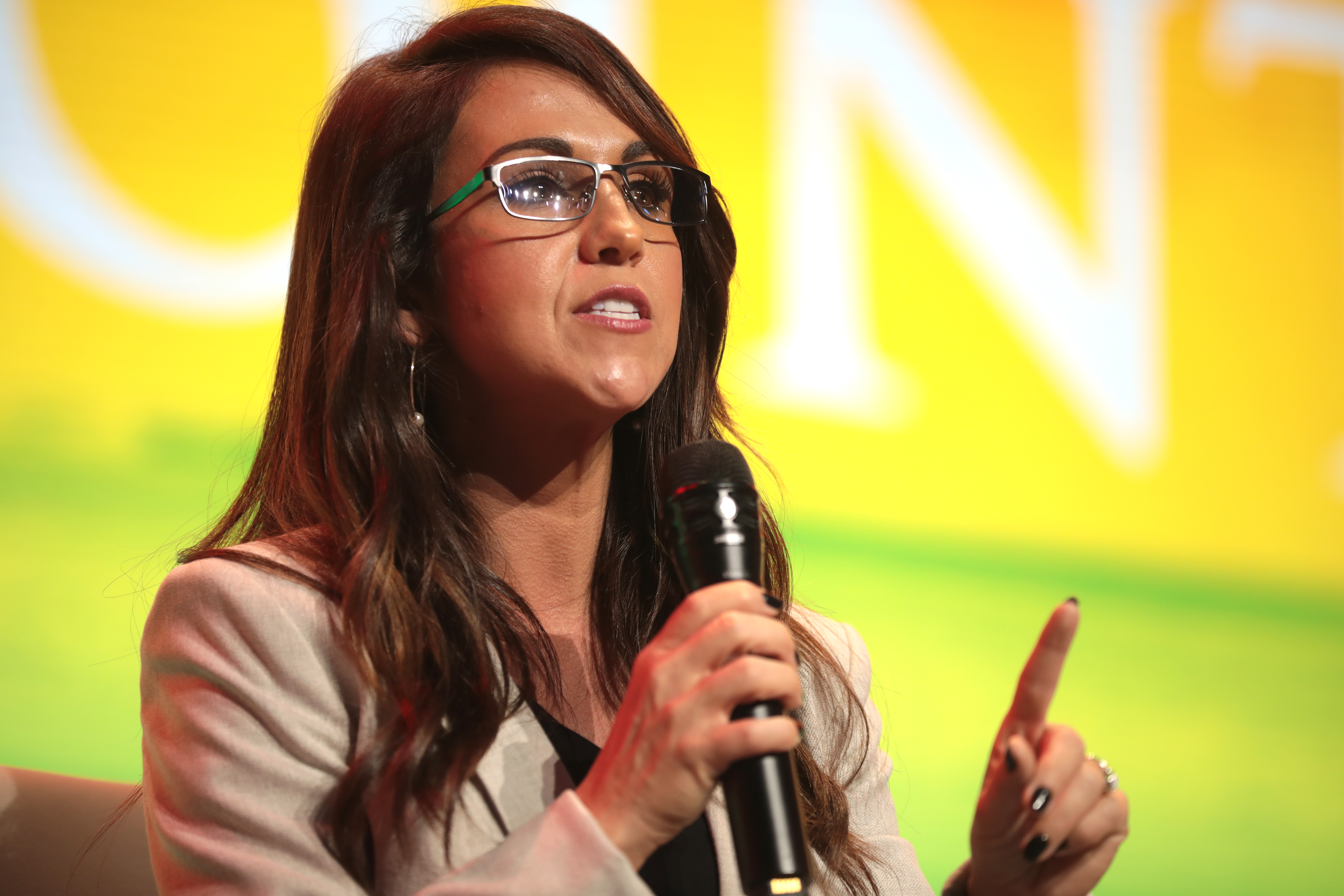
フロリダ州パームビーチで開催されたターニングポイントUSAの「2020年12月学生行動会議」にて講演するボーベルト

2020年、選挙運動の財政から走行距離費用として22,259ドルを自身に払い戻したが、法的には38,712 mi (62,301 km)を走行したことになる。デンバー・ポスト紙は2021年2月上旬、3人の倫理専門家がこの高い数値は疑わしいと述べたと報じた。ボーベルトの選挙運動は、この数字を彼女の「積極的な旅行スケジュール」に起因するとしたが、彼女の選挙運動の参加者は、旅行量の根拠を示さなかった。CPRニュースは、129の催しに足を運んだことから、ボーベルトが3万マイルを走ったというのは十分にあり得ることだと結論付けた。
彼女は2月中旬の取材で、「何万キロも走ったのよ。私はそのような繋がりを作る必要があり、本当に、多くのことを控えめに報告したわ」と語った。2021年2月下旬、彼女の選挙事務所は選挙資金申告書を更新し、走行距離として請求した3,053ドルを「ホテル」に、走行距離として請求した867ドルをUberの乗り物に分類し直し、これにより走行距離を約3万マイルと申告した。
選挙資金法や倫理法では、議員候補者は利益相反の可能性を示すために肉親の収入源を明らかにすることが義務付けられているにもかかわらず、2020年の提出書類で夫の収入を報告せず、連邦選挙委員会（FEC）から選挙費用の調査書が届いたのと同じ2021年8月に遅蒔きながら明らかにした。この申告書には、関係する会社の名前を間違えているものの、夫のジェーソンが、コロラド州最大の天然ガス生産者のひとつで、メタンガス排出量が全米4位のテラ・エナジーの顧問として、2019年に46万ドル、2020年に47万8000ドルの報酬を得ていると記載されていた。同社がThe Daily Beastに語ったところによると、ジェーソンは同社の契約交替勤務労働者で、直接の報酬ではなく、別の会社であるボーベルト・コンサルティングを通じて支払われていた。2021年現在、コロラド州はボーベルト・コンサルティングを、州への届出や登録代理人がいないことを理由に滞納企業に分類している。彼女は、下院天然資源委員会の役職を通じてエネルギー業界を統括している。

#### 2022年

##### 選挙資金の個人的な費用への使用
2021年8月、連邦選挙委員会（FEC）はボーベルトの2022年再選キャンペーン資金から6,000ドル以上が彼女の個人的な費用に使われたと見られることを調査した。この資金は、2021年5月から6月にかけて、4回のVenmo決済で使用された。広報担当者は、これらは確かに個人的な出費であり、「誤って選挙口座に請求された」とし、「払い戻しはすでに行われた」と述べている。2021年9月、FECに、選挙資金が賃貸料と光熱費の決済に使われ、その後払い戻されたことを宣言する書類を提出した。

##### 共和党の予備選挙
2022年の選挙では、同じコロラド州第3区から2期目を目指した。予備選では、穏健派を自認する州上院議員のドン・コーラムが主な対抗馬となった。彼女は、特に、コーラムが栽培する麻を合法化する法律を成立させるために州議員としての権限を使ったと主張し（州有権者は2012年に大麻を合法化する修正案を承認）、汚職にまみれた人物として描くことを狙った。
民主党と連携した政治行動委員会（スーパーPAC）は、彼女について虚偽の主張と証明されていない疑惑を抱かせた。彼女の弁護士は6月、この団体を相手に名誉棄損訴訟を起こすと述べていたが、実際には行っていない。
彼女が6月23日に取得した、共同設立者の1人であるDavid Wheelerに対する一時的な接近禁止命令は、7月に取り消され、訴訟は棄却された。
選挙ではコーラムの23万ドルに対して500万ドルの選挙運動資金があり、かなり有利であった。5月26日の予備選前の討論会では、自分が議会で提出した法案を強調する一方で、コーラムの立法投票に疑問を呈した。また、大規模な選挙不正の主張を繰り返し、彼女が「ファウチが出資した中国ウイルス」（SARS-CoV-2）と呼ぶものの拡散の結果として導入された規制への反対を訴えた。結果は66％近い票を得てコーラムに勝利した。

##### 一般選挙
2022年9月11日に行われた民主党候補アダム・フリッシュとの討論会で、自分が反対票を投じた法案を自らの功績とし、気候変動問題に対応して石油・ガス開発の拡大を提案し、下院議長のナンシー・ペロシを攻撃し続けていた。
予想以上の接戦のだったものの、僅差でフリッシュを破り当選。あまりの僅差ゆえに、自動再集計が行われることになった。12月12日に再集計が完了し、約500票差で勝利したことが確認された。

### 議員活動
2022年1月29日現在、17の法案と7つの決議案を提出し、いずれも委員会を通過している。Twitterでは批判者をブロックしている。有権者であるブリ・ブエンテロをブロックしたことで訴えられた。連邦地裁は2021年6月24日、彼女の政府公式Twitterアカウントと個人アカウントの違いを認め、ブエンテロの仮差し止めを却下した。この訴訟は、2022年10月28日に棄却された。
2021年9月、アフガニスタンからの米軍撤退をめぐり、ジョー・バイデン大統領の弾劾決議案とカマラ・ハリス副大統領の弾劾決議案を提出した。
2023年1月3日、第118回連邦議会の冒頭、ケビン・マッカーシー下院少数党首を叱責し、ジム・ジョーダンを米国下院議長にすることに賛成票を投じた。
2023年2月、彼女とアンドリュー・クライド、バリー・ムーア、ジョージ・サントスの各議員が、AR-15を米国の「国を象徴する銃」とする法案を提出した。
2023年9月10日、デート相手とミュージカル『ビートルジュース』の公演を観に行った際、電子タバコを吸ったり、ビデオを録画したり、他の客に迷惑をかけたとして劇場から退場になったことを受けて謝罪した。ビデオには、座席に座ったままお互いをまさぐり合っている様子も映っていた。

### 担当委員会
- 天然資源委員会[13]
  - 管理・調査小委員会（副委員長）
  - 水、野生生物および漁業に関する小委員会
- 管理・政府改革委員会
  - サイバーセキュリティ、情報テクノロジーおよび政府イノベーションに関する小委員会
  - 経済成長、エネルギー政策および規制問題に関する小委員会
  - 連邦法の執行に関する小委員会

### 所属議員連盟
- ブロックチェーン議員連盟[14]
- 西部議員連盟[15]
- 自由議員連盟[13]
- 共和党研究委員会
- 憲法修正第2条議員連盟

## 人物像
- 自身の見解は広く急進右派である評されることが多いが、本人はこの呼称に否定的である。
- ドナルド・トランプの盟友であり、又その支持者として知られている。
- Qアノン陰謀説を支持していると非難されており、一部の学術誌や報道機関は極右過激派との関係を調査している。
- 再生可能エネルギーへの移行、マスク・ワクチン義務化、中絶、性教育、性別適合手術、同性結婚に反対している。
- 孤立主義的な外交政策を提唱しているものの、宗教上の理由からイスラエルとの緊密な関係を支持している。
- 生まれながらのキリスト教徒であり、「政教分離の戯言にはうんざりしている」と述べ、米国政府の意思決定における教会の権力と影響力の拡大を主張している。
- 政府が公共放送に資金を提供することに反対している[16]。